# Dark Sky Island
Dark Sky Island  là album phòng thu thứ tám của ca sĩ kiêm sáng tác nhạc người Ireland Enya, phát hành ngày 20 tháng 11 năm 2015 bởi Warner Bros. Records.  Sau khi ra mắt album phòng thu trước And Winter Came... (2008), nữ ca sĩ cảm thấy bấp bênh khi nghĩ đến bước đi tiếp theo cho sự nghiệp và quyết định nghỉ ngơi một khoảng thời gian kéo dài ba năm để tìm lại nguồn cảm hứng. Cô bắt đầu sáng tác và thu âm những bản nhạc mới vào đầu năm 2012 với những cộng sự lâu năm như nhà sản xuất Nicky Ryan và vợ ông, nhà viết lời Roma Ryan. Dark Sky Island được lấy cảm hứng từ việc hòn đảo Sark ở Quần đảo Eo Biển được chỉ định là khu bảo tồn bầu trời vào năm 2011 và một tập thơ của Roma Ryan về hòn đảo.
Tương tự như những đĩa nhạc trước, Dark Sky Island được thu âm toàn bộ tại Ireland và kết hợp phong cách âm nhạc new-age và nhạc Celtic, mặc dù Enya tin rằng âm nhạc của cô không thuộc thể loại đầu. Ngoài ra, một số bài hát còn được viết bằng tiếng Loxian, một ngôn ngữ hư cấu do Roma tạo ra, lần đầu tiên kể từ album thứ sáu Amarantine (2005). Sau khi phát hành, đĩa nhạc nhận được những phản ứng tích cực từ giới chuyên môn, trong đó họ đánh giá cao chất giọng của Enya và thành công việc khai thác một số sức mạnh và sự sáng tạo ở thời kỳ đầu sự nghiệp của nữ ca sĩ. Dark Sky Island cũng gặt hái những hiệu ứng đáng kể về mặt thương mại khi lọt vào top 10 tại nhiều quốc gia, bao gồm vươn đến top 5 ở Bỉ, Hà Lan, Đức, Hungary, Thụy Sĩ và Vương quốc Anh.
Album ra mắt ở vị trí thứ tám trên bảng xếp hạng Billboard 200 với 48,000 đơn vị album tương đương, trở thành đĩa nhạc thứ năm của Enya vươn đến top 10 tại Hoa Kỳ, cũng như thống trị bảng xếp hạng Billboard New Age Albums trong 10 tuần. "Echoes in Rain" được chọn làm đĩa đơn duy nhất trích từ Dark Sky Island, trong khi "So I Could Find My Way" và "The Humming..." được phát hành như là đĩa đơn quảng bá. Để hỗ trợ album, Enya xuất hiện và trình diễn trên một số chương trình truyền hình và lễ trao giải lớn, như Good Day New York, Live! with Kelly and Michael và giải ECHO năm 2016. Tại giải Grammy lần thứ 59, đĩa nhạc nhận được đề cử ở hạng mục Album new age xuất sắc nhất và là đề cử thứ sáu của nữ ca sĩ ở hạng mục trên.

## Danh sách bài hát
Tất cả những bài hát do Enya sáng tác, với phần lời được chắp bút bởi Roma Ryan và do Nicky Ryan sản xuất.
| Dark Sky Island – Phiên bản tiêu chuẩn | Dark Sky Island – Phiên bản tiêu chuẩn | Dark Sky Island – Phiên bản tiêu chuẩn |
| STT                                    | Nhan đề                                | Thời lượng                             |
| -------------------------------------- | -------------------------------------- | -------------------------------------- |
| 1.                                     | "The Humming"                          | 3:45                                   |
| 2.                                     | "So I Could Find My Way"               | 4:25                                   |
| 3.                                     | "Even in the Shadows"                  | 4:14                                   |
| 4.                                     | "The Forge of the Angels"              | 5:14                                   |
| 5.                                     | "Echoes in Rain"                       | 3:35                                   |
| 6.                                     | "I Could Never Say Goodbye"            | 3:29                                   |
| 7.                                     | "Dark Sky Island"                      | 4:57                                   |
| 8.                                     | "Sancta Maria"                         | 3:51                                   |
| 9.                                     | "Astra et Luna"                        | 3:21                                   |
| 10.                                    | "The Loxian Gates"                     | 3:34                                   |
| 11.                                    | "Diamonds on the Water"                | 3:35                                   |
| Tổng thời lượng:                       | Tổng thời lượng:                       | 44:05                                  |

| Dark Sky Island – Phiên bản cao cấp | Dark Sky Island – Phiên bản cao cấp | Dark Sky Island – Phiên bản cao cấp |
| STT                                 | Nhan đề                             | Thời lượng                          |
| ----------------------------------- | ----------------------------------- | ----------------------------------- |
| 12.                                 | "Solace"                            | 3:58                                |
| 13.                                 | "Pale Grass Blue"                   | 3:34                                |
| 14.                                 | "Remember Your Smile"               | 2:57                                |
| Tổng thời lượng:                    | Tổng thời lượng:                    | 54:36                               |

## Thành phần thực hiện
Thành phần thực hiện được trích từ ghi chú album.
Nhạc sĩ
- Enya – giọng hát, nhạc cụ, phối khí
- Eddie Lee – double bass trong "Even in the Shadows"

Sản xuất
- Roma Ryan – viết lời, tiếng Loxian, phông chữ
- Nicky Ryan – biên soạn, kỹ sư, phối khí, thiết kế bìa album
- Dick Beetham – master tại 360 Mastering ở Hastings
- Daniel Polley – cố vấn kỹ thuật số, kỹ thuật viên
- Simon Fowler – thiết kế bìa album, nhiếp ảnh
- Richard Welland – biên tập booklet
- Michael Whitham – nhân sự

## Xếp hạng
| Bảng xếp hạng (2015–16)                  | Vị trí cao nhất |
| ---------------------------------------- | --------------- |
| Album Úc (ARIA)                          | 8               |
| Album Áo (Ö3 Austria)                    | 6               |
| Album Bỉ (Ultratop Vlaanderen)           | 3               |
| Album Bỉ (Ultratop Wallonie)             | 3               |
| Album Canada (Billboard)                 | 6               |
| Album Croatia Quốc tế (HDU)              | 16              |
| Album Cộng hòa Séc (ČNS IFPI)            | 6               |
| Album Đan Mạch (Hitlisten)               | 21              |
| Album Hà Lan (Album Top 100)             | 5               |
| Album Phần Lan (Suomen virallinen lista) | 23              |
| Album Pháp (SNEP)                        | 31              |
| Album Đức (Offizielle Top 100)           | 3               |
| Album Hy Lạp (IFPI Greece)               | 66              |
| Album Hungaria (MAHASZ)                  | 4               |
| Album Ireland (IRMA)                     | 7               |
| Album Ý (FIMI)                           | 8               |
| Album Nhật Bản (Oricon)                  | 17              |
| Album Mexico (AMPROFON)                  | 55              |
| Album New Zealand (RMNZ)                 | 8               |
| Album Na Uy (VG-lista)                   | 13              |
| Album Ba Lan (ZPAV)                      | 14              |
| Album Bồ Đào Nha (AFP)                   | 13              |
| Album Scotland (OCC)                     | 7               |
| Album Tây Ban Nha (PROMUSICAE)           | 12              |
| Album Nam Phi (RISA)                     | 20              |
| Album Hàn Quốc (Circle)                  | 23              |
| Album Hàn Quốc Quốc tế (Circle)          | 3               |
| Album Thụy Điển (Sverigetopplistan)      | 22              |
| Album Thụy Sĩ (Schweizer Hitparade)      | 2               |
| Album Anh Quốc (OCC)                     | 4               |
| Album Hoa Kỳ Billboard 200               | 8               |
| Hoa Kỳ New Age Albums (Billboard)        | 1               |

| Bảng xếp hạng (2015)            | Vị trí cao nhất |
| ------------------------------- | --------------- |
| Album Hàn Quốc (Circle)         | 79              |
| Album Hàn Quốc Quốc tế (Circle) | 9               |

| Bảng xếp hạng (2015)                | Vị trí |
| ----------------------------------- | ------ |
| Album Úc (ARIA)                     | 50     |
| Album Bỉ (Ultratop Flanders)        | 48     |
| Album Bỉ (Ultratop Wallonia)        | 59     |
| Album Hà Lan (Album Top 100)        | 20     |
| Album Pháp (SNEP)                   | 160    |
| Album Đức (Offizielle Top 100)      | 36     |
| Album Hungaria (MAHASZ)             | 15     |
| Album Ý (FIMI)                      | 99     |
| Album New Zealand (RMNZ)            | 30     |
| Album Tây Ban Nha (PROMUSICAE)      | 89     |
| Album Thụy Sĩ (Schweizer Hitparade) | 63     |
| Album Anh Quốc (OCC)                | 29     |
| Album Toàn cầu (IFPI)               | 40     |
| Bảng xếp hạng (2016)                | Vị trí |
| Album Bỉ (Ultratop Flanders)        | 39     |
| Album Bỉ (Ultratop Wallonia)        | 40     |
| Album Hungaria (MAHASZ)             | 32     |
| Album Thụy Sĩ (Schweizer Hitparade) | 41     |
| Hoa Kỳ Billboard 200                | 191    |
| Hoa Kỳ New Age Albums (Billboard)   | 1      |

## Chứng nhận
| Quốc gia | Chứng nhận | Số đơn vị/doanh số chứng nhận |
| --- | ---------- | ----------------------------- |
| Úc (ARIA) | Vàng       | 35.000^                       |
| Bỉ (BEA) | Vàng       | 15.000*                       |
| Canada (Music Canada) | Vàng       | 40.000^                       |
| Đức (BVMI) | Vàng       | 100.000‡                      |
| Hungary (Mahasz) | Bạch kim   | 6.000^                        |
| Nhật Bản (RIAJ) | —          | 50,000                        |
| New Zealand (RMNZ) | Vàng       | 7.500^                        |
| Thụy Sĩ (IFPI) | Vàng       | 10.000^                       |
| Anh Quốc (BPI) | Vàng       | 100.000*                      |
| Tổng hợp |            |                               |
| Toàn cầu (IFPI) | —          | 900,000                       |
| * Chứng nhận dựa theo doanh số tiêu thụ. ^ Chứng nhận dựa theo doanh số nhập hàng. ‡ Chứng nhận dựa theo doanh số tiêu thụ và phát trực tuyến. |            |                               |

## Lịch sử phát hành
| Khu vực | Ngày              | Phiên bản          | Định dạng      | Hãng đĩa     | Ct.    |
| ------- | ----------------- | ------------------ | -------------- | ------------ | ------ |
| Nhiều   | 20 tháng 11, 2015 | Tiêu chuẩn cao cấp | CD tải nhạc số | Warner Bros. | [ 66 ] |
| Nhiều   | 18 tháng 12, 2015 | Tiêu chuẩn         | LP             | Warner Bros. | [ 67 ] |